# Endgame (álbum de Megadeth)
Endgame —en español: Juego final— es el nombre del duodécimo álbum de estudio de la banda de thrash metal, Megadeth, el cual ha sido publicado por Roadrunner Records el 15 de septiembre de 2009 para los Estados Unidos.

## Historia
A finales del 2008, Dave Mustaine declaró que Megadeth trabajaba en el álbum y que serían 13 temas, más un instrumental. El álbum es rápido, es pesado, me oirán cantando, gritando, hablando... declaró Mustaine. Este también sería el primer álbum de Megadeth junto a Chris Broderick desde la salida de Glen Drover. Según declaraciones del mismo Dave Mustaine el álbum es muy rápido y pesado y con grandes solos. También declaró, que es el mejor disco editado hasta la fecha desde Rust In Peace editado en 1990. El 19 de mayo de 2009 Megadeth terminó de grabar el disco. El 10 de septiembre en la página de MySpace se puso el disco completo y el 11 de septiembre se lanzó el vídeo del primer sencillo "Head Crusher".
El tema "Head Crusher", fue nominado al premio Grammy en la categoría ‘Mejor Interpretación de Metal’. Esta es el octavo nombramiento de Megadeth en diecinueve años de carrera. La canción This Day We Fight! aparece en el juego Guitar Hero: Warriors of Rock.

## Sencillos
Se lanzó un adelanto del sencillo "Head Crusher" la cual habla sobre un método de ejecución usado en la Edad Media. Canción la cual se puede descargar desde el sitio de Roadrunner Records. La canción fue tocada por primera vez en el Canadian Carnage tour en Toronto, Canadá (24 de junio de 2009).
También fue lanzado como segundo corte de difusión de "1,320", canción que habla sobre velocidad, nitro y una carrera. La canción lanzada exclusivamente para miembros del Megadeth Fanclub, más tarde fue puesto a la emisión y descarga en la página web Roadrunner Records.
Un video de "The Right to Go Insane" (basado en la historia de Shawn Nelson, un hombre norteamericano que robó un tanque de guerra de una base militar y lo condujo por las calles) fue lanzado en abril de 2010, convirtiéndose en el primer video con David Ellefson desde su regreso a la banda, la banda interpretó la canción en vivo en Austin, TX el 26 de marzo durante su gira de aniversario de Rust in Peace.

## Lista de canciones
| Letras de Dave Mustaine. |                                                        |                     |          |  |
| N.º                      | Título                                                 | Música              | Duración |  |
| 1.                       | «Dialectic Chaos (Instrumental)»                       | Dave Mustaine       | 2:26     |  |
| 2.                       | «This Day We Fight!»                                   | Mustaine            | 3:27     |  |
| 3.                       | «44 Minutes»                                           | Mustaine            | 4:37     |  |
| 4.                       | «1,320»                                                | Mustaine            | 3:50     |  |
| 5.                       | «Bite the Hand»                                        | Mustaine            | 4:01     |  |
| 6.                       | «Bodies»                                               | Mustaine            | 3:34     |  |
| 7.                       | «Endgame»                                              | Mustaine            | 5:54     |  |
| 8.                       | «The Hardest Part of Letting Go... Sealed With A Kiss» | Mustaine, Broderick | 4:42     |  |
| 9.                       | «Head Crusher»                                         | Mustaine, Drover    | 3:26     |  |
| 10.                      | «How the Story Ends»                                   | Mustaine            | 4:28     |  |
| 11.                      | «The Right to Go Insane»                               | Mustaine            | 4:18     |  |

| Edición japonesa |                              |          |          |  |
| N.º              | Título                       | Música   | Duración |  |
| 12.              | «Washington Is Next! (Live)» | Mustaine | 5:20     |  |

## Posicionamiento
| Listas (2009)                  | Posiciones |
| ------------------------------ | ---------- |
| Billboard 200                  | 9          |
| Billboard Top Rock Albums      | 2          |
| Billboard Top Digital Albums   | 10         |
| Billboard Top Hard Rock Albums | 1          |
| Billboard Top European Albums  | 16         |
| UK Top 40                      | 24         |
| Argentina                      | 7          |
| Australia                      | 11         |
| Austria                        | 22         |
| Canadá                         | 4          |
| Finlandia                      | 7          |
| Alemania                       | 21         |
| Italia                         | 26         |
| Irlanda                        | 27         |
| Noruega                        | 15         |
| Suiza                          | 32         |
| Suecia                         | 17         |

## Personal
- Dave Mustaine - voz, guitarra líder
- Chris Broderick - Guitarra líder
- James LoMenzo - bajo, coros
- Shawn Drover - batería